# Correva l'anno di grazia 1870
Correva l'anno di grazia 1870 è un film del 1972 diretto da Alfredo Giannetti con Marcello Mastroianni e Anna Magnani.

## Trama
Nella Roma del 1870 Augusto Parenti è un prigioniero politico detenuto nelle carceri papali. La moglie Teresa va a visitarlo e cerca di convincerlo a chiedere la grazia al Papa, ma lui non vuole abiurare e spera che il popolo insorga presto per liberare Roma e completare così l’unificazione dell’Italia sotto un’unica bandiera. Teresa deve provvedere al figlio Mario, sempre in strada a bighellonare con gli amici e senza prospettive per il futuro. Don Aldo, che è un prete dallo spirito pratico e amico di famiglia, si reca in vista da Teresa e la convince a mandare il figlio in seminario in modo tale da garantirgli un vitto migliore e un’istruzione adeguata. Teresa è in un primo momento titubante perché teme con questo gesto di mettere in discussione gli ideali in cui lei ed il marito hanno sempre creduto, ma alla fine accetta. Mario entra in seminario e, dopo un iniziale periodo di ambientamento, si adatta alla nuova situazione.
Nel frattempo le condizioni di salute di Augusto si aggravano e per questo motivo viene momentaneamente trasferito presso un ospedale dove riceve la visita di Teresa e di Aldo. Preoccupati per lo stato di salute di Augusto, Teresa ed Aldo cercano con un sotterfugio di fargli firmare la richiesta di grazia, ma Augusto si accorge dell’inganno e, per rimanere fedele ai suoi principi liberali, strappa la richiesta convinto che il popolo si sveglierà ed inizierà a lottare contro il papato per l’unità d’Italia.
Dopo qualche giorno Augusto viene nuovamente riportato in carcere, mentre Teresa viene segretamente raggiunta da un amico di vecchia data, anche lui patriota. Costui vuole che i romani si preparino all’insurrezione perché ormai è vicino il momento della liberazione. Per questo motivo è tornato segretamente a Roma a chiedere l’aiuto di Teresa, che si mette subito alla ricerca di quelli che un tempo erano gli amici patrioti per risvegliare in loro lo spirito e gli ideali liberali che un tempo ardevano nei loro cuori, ma ormai è passato troppo tempo e Teresa trova solo persone disilluse, ormai rassegnate allo status quo.
Solo lei ed il marito carcerato sono ancora convinti che le cose possano cambiare e infatti il 20 settembre 1870 l'Esercito Italiano entra a Roma aiutato dalla sommossa del popolo romano. Approfittando della confusione generale le donne romane assaltano il carcere e liberano gli uomini imprigionati. Anche Teresa va alla ricerca del marito e lo porta fuori, dove può finalmente vedere realizzato il sogno della sua vita. Purtroppo Augusto non potrà vivere le felicità di questa nuova epoca perché, ormai stremato dalla malattia, morirà sulle scale che conducono fuori dal carcere.